# 石川秀樹 (料理人)
石川 秀樹（いしかわ ひでき、1965年1月15日 - ）は、日本の板前、日本料理シェフ、「神楽坂 石かわ」などを経営する一龍三虎堂代表取締役。

## 経歴
新潟県燕市出身。高校卒業後、地元の洋食器卸問屋へ就職したが、20歳で上京して原宿のカフェバーのアルバイトなど、フリーター生活を送る。
原宿の割烹「さくら」で板前としての修業をはじめ、いくつもの店を経ながら経験を積み、さらに青山「穂積」で5年勤め、神谷昌孝の乃木坂「神谷」でも煮方として働いた。その後、埼玉県志木市のビジネスホテルの20席ほどの店で初めて料理長を務め、次いで八重洲の割烹「岡ざき」の料理長となり、合わせて8年料理長を経験した後、2003年に独立して「石かわ」を開業した。
「石かわ」は2008年にを移転した後、2009年に『ミシュランガイド東京』で3つ星をとった。2008年には「虎白」、2009年には「蓮」を、「石かわ」の姉妹店として開店し、それぞれ門人を料理長に据えている。2015年には「虎白」も3つ星、「蓮」は2つ星を獲得した。
「石かわ」は、「日本の食材で面白い組み合わせを楽しむ料理」などと評されており、石川は「今までありそうでなかった少しの違い」に注力し、「今までありそうで、なかったもの。そういうものをつくっていきたいんです。」と述べている。